# Katrin Engel
Katrin Engel (født 2. maj 1984 i Mistelbach) er en tidligere østrigsk håndboldspiller som senest spillede for Thüringer HC og østrigs håndboldlandshold.. Hun var topscorer under VM 2009.

## Meritter
- Women Handball Austria:
  - Vinder: 2002, 2003, 2004, 2005, 2008

- ÖHB Cup:
  - Vinder: 2002, 2003, 2004, 2005, 2008

- Bundesliga:
  - Vinder: 2007

- Tyske Cup:
  - Vinder: 2010

- EHF Champions League:
  - Finalist: 2008